# Hanamacsi
A hanamacsi (花街)a  japán kurtizán és gésa körzete. Szó szó szerinti fordításban "virág utcát" jelent. Ezekben a kerületekben találhatók az okiják (gésa házak). Manapság  a hanamacsi kifejezés általánosságban használatos a modern Japánban, ami azokra a területekre utal, ahol a mai okiják még mindig működnek. Kiotóban, Gion körzetben azonban a régebbi kagai kifejezés is használatos. Alternatívaként a kagait használják az engedélyezett piros-lámpás negyedekre is, amelyek éttermeket, okijákat és ocsajákat ("teaházak", ahol a gésák szórakoztatják a vendégeket) foglalnak magukba.
A hanamacsi tipikusan magába foglal számos okiját és ocsaját egy kaburendzsóval együtt; a kaburendzsó találkozási hely volt, általában színházzal együtt, szobákkal, ahol a gésa órákat lehet tartani, és a kenban irodák, amik a gésák fizetésével, szabályzataival és hasonló dolgokkal foglalkozott. Gionnak szintén van egy szakiskolája, ami a Nyokoba nevet viseli. A tanárok közül többen is ki lettek tüntetve a Living National Treasures ranggal. Manapság a hanamacsi ritka Kiotón kívül. A hanamacsi nem vette figyelembe az onszen gésákat az onszen városokban, ezek nem is szerepeltek a listán.

## Júkaku
A hanamacsit előzte meg, és nem szabad összekeverni a hagyományos kurtizán/prostituált körzettel, melynek neve a júkaku (遊廓, 遊郭, örömnegyed, piros-lámpás negyed). Ez három körzet volt, az 1600-as évek elején hozták létre őket, Kiotóban, Oszakában és Edóban (ma Tokió), illetve: Simabara Kiotóban (1640), Sinmacsi Oszakában (1624-1644) és Josivara Edóban (1617). Az ebben a körzetben dolgozókat júdzsónak (遊女) nevezik, a legmagasabb rang az oiran volt, és ők az okija és ocsaja gésái helyett inkább ageja jellegűek voltak, mint a szórakozóhelyek(?). Körülbelül egy évszázaddal később a gésák fejlődtek, az 1700-as évek közepére, gyakran a kurtizán körzetben, és így ezek a körzetek alakultak hanamacsivá. Mind a három körzet most már megszűnt, mind a kurtizán és a gésa körzetek, habár néhány turista-orientált létesítmény megőrizte Simabarában, Kiotóban, és néhány hagyományos szexmunka létesítmények továbbra is működnek Josivarában, Tokióban.
Kiotói hanamacsi
Jelenleg öt aktív hanamacsi van Kiotóban (Kiotóban általában kagainak hívják "hanamacsi" helyett), gyakran említik gokagainak (五花街?, 5 hanamacsi), korábban hat volt, de Simabara mára bezárt, és megmaradt mint turisztikai látványosság.
- Gion (elkülönítve Gion Kóbu és Gion Higasi)
- Mijagava-csó
- Kamisicsiken
- Ponto-csó

Bezárt:
- Simabara – szintén korábbi kurtizán körzet (az egyetlen Kiotóban, és az egyik a három közül Japánban)

Ezek elsősorban a Kamo folyó köré épültek, a Szandzsó utcától (3. utca) a Godzsó utcáig (5. utca), különösen a Sidzsó utca egésze – ötből négy ezen a területen volt megtalálható. Kamisicsiken el volt különítve a többitől, sokkal messzebb volt északnyugattól, amíg a megszűnt körzet Simabarában is szintén nyugaton helyezkedett el. Tömören, a körzetek a próbatermeik köré épültek (歌舞練場, kabu rendzsó, az éneklés és a táncolás képzőterülete).
Hagyományok
Minden körzetnek van egy jellegzetes címere (kamon), amely megjelenik a gésák kimonóján, valamint a lámpásokon is.
Egy nyári tradíció, a Gion Fesztivál ideje körül, a kiotói hanamacsik között, hogy a maikóknak vagy a geikoknak ucsivát (団扇 papírlegyező) adnak. Ezek jellemzője, hogy a gésa ház címere az elején, a geiko neve pedig a hátulján van (háznév, és személynév). Ezeket a Komaru-ja Szumí (小丸屋　住井 Szumí (családnév) Kis körház) gyártotta, a termék neve pedig Kjómaru-ucsiva (京丸うちわ). A hanamacsik intézményeiben a sok geiko ügyfelek felhalmozták ezeket, és büszkén megjeleníti azokat a minőségük jeleként.
Kiotó összes hanamacsijának a színpadán évente nyilvános táncot tartottak, vagy az odori (a modern おどり helyett általában a hagyományos kanával írták をどり), amelyet mind a maikok és mind a geikok előadtak. Ezek jellemzői egy opcionális teaszertartás (tea és vagasi, amit maikók szolgálnak fel) az előadások előtt. Ezeket különböző heteken adták elő, leginkább tavasszal – négy hanamacsi tavasszal tartotta, egy (Gion Higasi) pedig ősszel. A különböző körzetek különböző években kezdték el megtartani a nyilvános előadásaikat; a legrégebbi a Gion Kóbu és a Pontocsó, akiknek az előadásai 1872-ben, a kiotói kiállításon kezdődtek, amíg mások (Kamisicsiken, Mijagavacsó) az 1950-es években kezdték meg előadásaikat. Vannak előadások, amelyek jeggyel együtt olcsóvá válnak, kezdve 1500 jentől körülbelül 4500 jenig. A legismertebb a Mijako odori Gion Kóbuból, amely az egyik legrégebbi, és a legtöbb előadást is ők mutatták be.
A táncok (az előadás neve és magyarázata) az alábbiak (besorolva az előadások sorrendjében egész évben):
- Kitano odori (北野をどり, terület neve – lásd Kitano Tenman-gú) – Kamisicsiken (1953 óta), tavasz, különböző időpontokban, jelenleg március utolsó hetében és április első hetében
- Mijakó odori (都をどり, főváros) – Gion Kóbu (1872 óta) egész áprilisban
- Kjó odori (京をどり, Kiotó, főváros) – Mijagavacsó (1950-es évek óta), április első két hete
- Kamogava odori (鴨川をどり, Kamo folyó) – Ponto-csó (1872 óta), többnyire májusban
- Gion odori (祇園をどり, Gion) – Gion Higasi, november elején

Volt korábban is:
- Aojagi odori (青柳踊, Zöld fűz, fűzfalevél) – Simabara (1873-tól 1880-ig, 1881-ben megszűnt)

Szintén volt egy közös előadása az öt körzetnek, melynek neve „Öt Gésa Körzet Együttes Nyilvános Előadása (五花街合同公演, gókagai gódó kóen), vagy formálisabban „Kiotó öt gésa körzetének együttes hagyományos színházi különleges nyilvános előadása” (京都五花街合同伝統芸能特別公演 Kjótó gókagai gódó dentó geinó tokubecu kóen). Ez két nap alatt napközben zajlik (szombaton és vasárnap), hétvégén késő júniusban (tipikusan az utolsó vagy az utolsó előtti hétvégén), egy nagy helyszínen, és a jegyek jelentősen drágábbak, mint az egyéni körzetek jegyei. Az eseménnyel kapcsolatban, ezen két nap estéin esti előadások vannak kaiseki étkezéssel együtt, bármelyik együttes vagy különválasztott eseménnyel. Ez „Öt Gésa Körzet Estéje (五花街の夕べ, gókagai no júbe) néven ismert, és meglehetősen drága (mint általában a kaiseki) és nagyon korlátozott az elérhetősége; 1994 óta rendezik meg.
Tokiói hanamacsik
- Sinbasi
- Akaszaka
- Aszakusza
- Josicsó
- Kagurazaka
- Mukodzsima

Tokió közelében lévő hanamacsi
- Hacsiódzsi

Történelmileg híres területek, mint hanamacsik/kagaiok
- Torimori
- Sintomicsó
- Fukagava
- Marujamacsó
- Janagibasi
- Nakano Sinbasi

Josivara Tokió kurtizánkörzete volt és néha hanamacsiként említik.
Hanamcsik Oszakában
- Kita Sincsi
- Minami Sincsi
- Sinmacsi

Hanamacsi Kanazavában
Kanazavában volt egy gésa körzet 1820-tól 1830-ig, és 1867-től 1954-ig (a Meidzsi forradalom előttől amíg a prostitúciót törvényen kívülre helyezték. Mostanra megszűntek, de ezek voltak:
- Higasi Csaja (Keleti Teaház)
- Nisi Csaja (Nyugati Teaház)

## Fordítás
- Ez a szócikk részben vagy egészben  a   Hanamachi című angol Wikipédia-szócikk fordításán alapul.  Az eredeti cikk szerkesztőit annak laptörténete sorolja fel. Ez a jelzés csupán a megfogalmazás eredetét és a szerzői jogokat jelzi, nem szolgál a cikkben szereplő információk forrásmegjelöléseként.